# Michael Wening
Michael Wening (Nuremberg, 1645 — 1718) est un graveur allemand originaire de l'électorat de Bavière (Saint-Empire).
Il est connu pour ses nombreuses représentations des lieux importants de la Bavière de son époque, notamment des paysages urbains et des vues de maisons seigneuriales, de châteaux et de monastères. L'œuvre a une grande valeur historique.

## Biographie

### Jeunesse
Michael Wening naît le 11 juillet 1645 à Nuremberg, dans le Royaume de Bavière. Il est le fils de Balthasar et de Katharina Wening. Ses parents ont eu 13 enfants, dont il est le seul survivant. Tandis que son père est charcutier et inspecteur des viandes, Michael ne suit pas le métier de son père et devient graveur. Dans les années 1760, il travaille pour les maisons d'édition Fürst et Hoffmann de Nuremberg, où il apprend à dessiner des paysages urbains.
Wening quitte Nuremberg au printemps 1668 et est mentionné pour la première fois à Munich en décembre 1669, où il postule pour un emploi de graveur à la cour. À cette époque, il se convertit de l'église protestante à l'église catholique, peut-être parce qu'il est très difficile pour les non catholiques de trouver du travail à Munich. Il épouse Anna Maria Mörl le 27 janvier 1671 et obtient un permis de séjour permanent dans la ville. En 1672, Wening travaille à temps partiel à la cour en tant qu'intendant, organisant des réceptions et des voyages, et il est de plus en plus souvent appelé graveur sur ordonnance du tribunal. En 1675, on l'appelle enfin « graveur de la cour ».

### Carrière comme graveur de la cour
Dans les années qui suivent, Wening prend en charge de petites commissions pour un certain nombre de clients. Il fonde une maison d'édition à la fin des années 1670 et publie pendant dix ans un calendrier illustré. En 1680, Wening réalise une gravure sur cuivre du feu d'artifice pour le 18e anniversaire de Maximilien-Emmanuel, l'Électeur de Bavière. Il commence alors à recevoir des commandes régulières, notamment pour des gravures illustrant les victoires de guerre de l'Électeur. Il réalise de nombreuses scènes de batailles dans les guerres contre l'Empire ottoman, qui essaie de s'étendre en Europe. Celles-ci ont une valeur historique considérable.

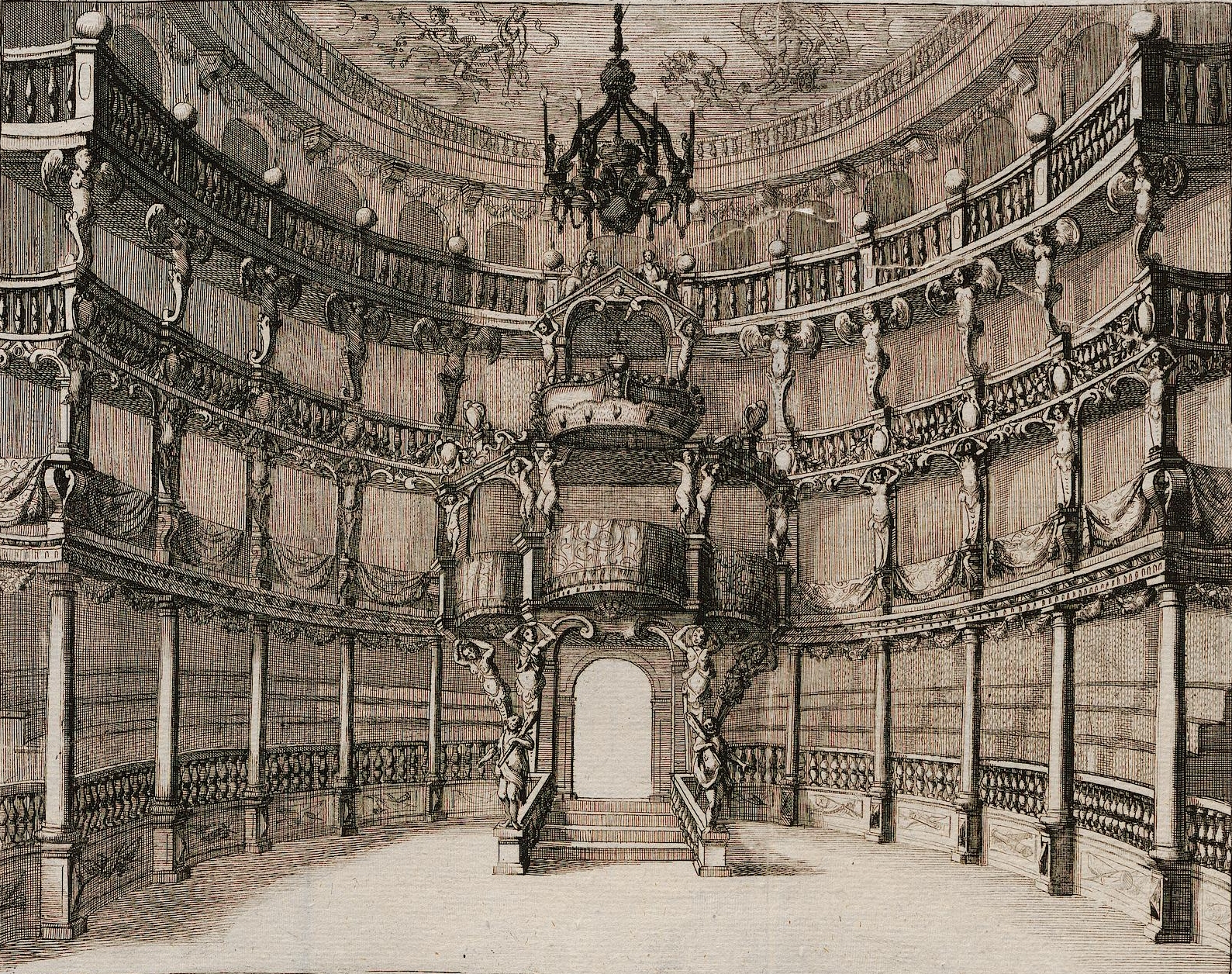
Opernhaus am Salvatorplatz (1685).

En janvier 1696, Wening commence à travailler sur une Landesbeschreibung (Description de l'État) en quatre volumes qui représente tous les lieux importants de l'électorat bavarois. Une fois achevé, l'ouvrage comprend des images et des descriptions rédigées par le prêtre jésuite Ferdinand Schönwetter. Le premier volume, couvrant l'arrondissement de Munich, est publié le 2 novembre 1701, avec 358 gravures. Le travail s'avère beaucoup plus difficile que prévu et les collaborations financières ne couvrent pas les coûts. Pendant la guerre de Succession d'Espagne (1701-1714), la Bavière est occupée par les Autrichiens, ce qui est un désastre pour Wening, graveur de la cour des Wittelsbach en exil, alors que les difficultés économiques générales font que Wening obtient peu de commandes privées. Malgré cela, Wening continue d'entreprendre ses œuvres les plus importantes à ses propres frais. Au cours de ses dernières années, il vit dans une extrême pauvreté et meurt le 18 avril 1718.

## Héritage
Les héritiers de Wening ont publié les trois derniers volumes de la Landesbeschreibung. L'arrondissement de Burghausen, avec 117 gravures a été publié en 1721. Celui de Landshut avec 245 gravures est paru en 1723 et le district de Straubing avec 129 gravures en 1726. L'ouvrage a été publié sous le titre Historico-Topographica Descriptio, avec un total de 846 gravures de vues de villes, villages, monastères, palais, châteaux et manoirs. Il s'agit probablement de la description la plus complète d'un pays européen avant l'ère moderne. En vertu de son contrat avec la cour, les plaques de cuivre appartiennent à l'État de Bavière et sont détenues par le Bureau national de topographie et de géoinformation (de) de Munich.
Les gravures de Werning fournissent un témoignage sur des bâtiments qui ont disparu depuis longtemps, ainsi que des représentations intéressantes de la vie en ville à l'époque. Bien qu'il ait parfois présenté une vue idéalisée de l'état des bâtiments, les images de Wening étaient généralement très précises et ont une grande valeur pour l'historien de l'art et de l'architecture. Ses vues des monastères bavarois représentent avec précision les rénovations baroques qui ont été récemment entreprises.

## Œuvre

Quelques illustrations du Historico-Topographica Descriptio
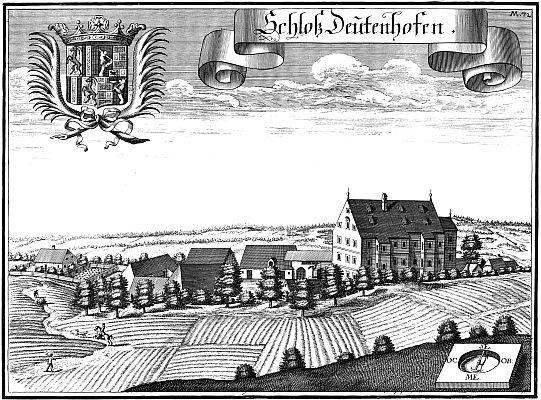
Château Deutenhofen (en) en 1700.
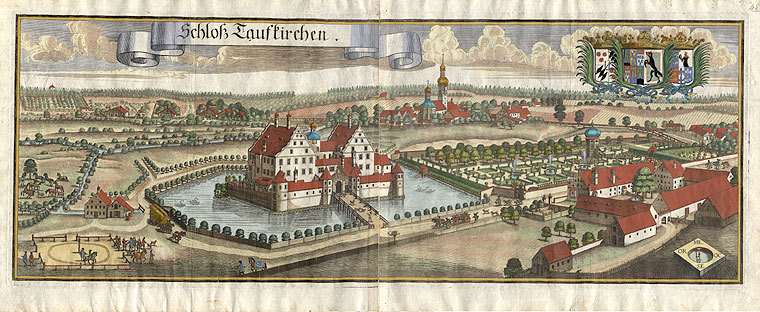
Château d'eau Taufkirchen (en).
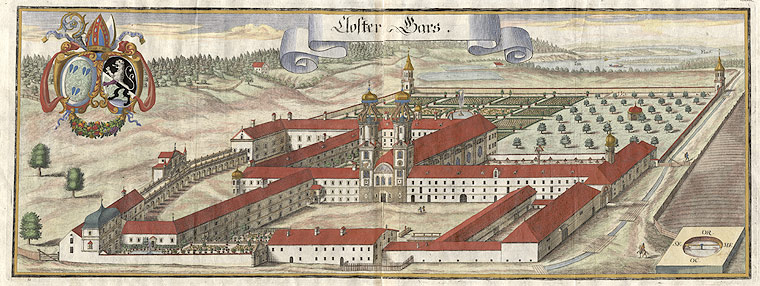
Abbaye de Gars.
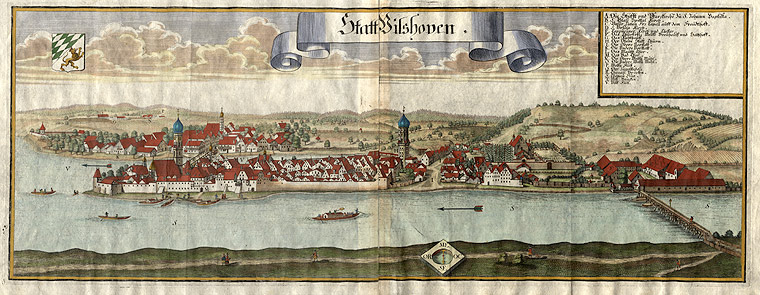
Ville de Vilshofen an der Donau.
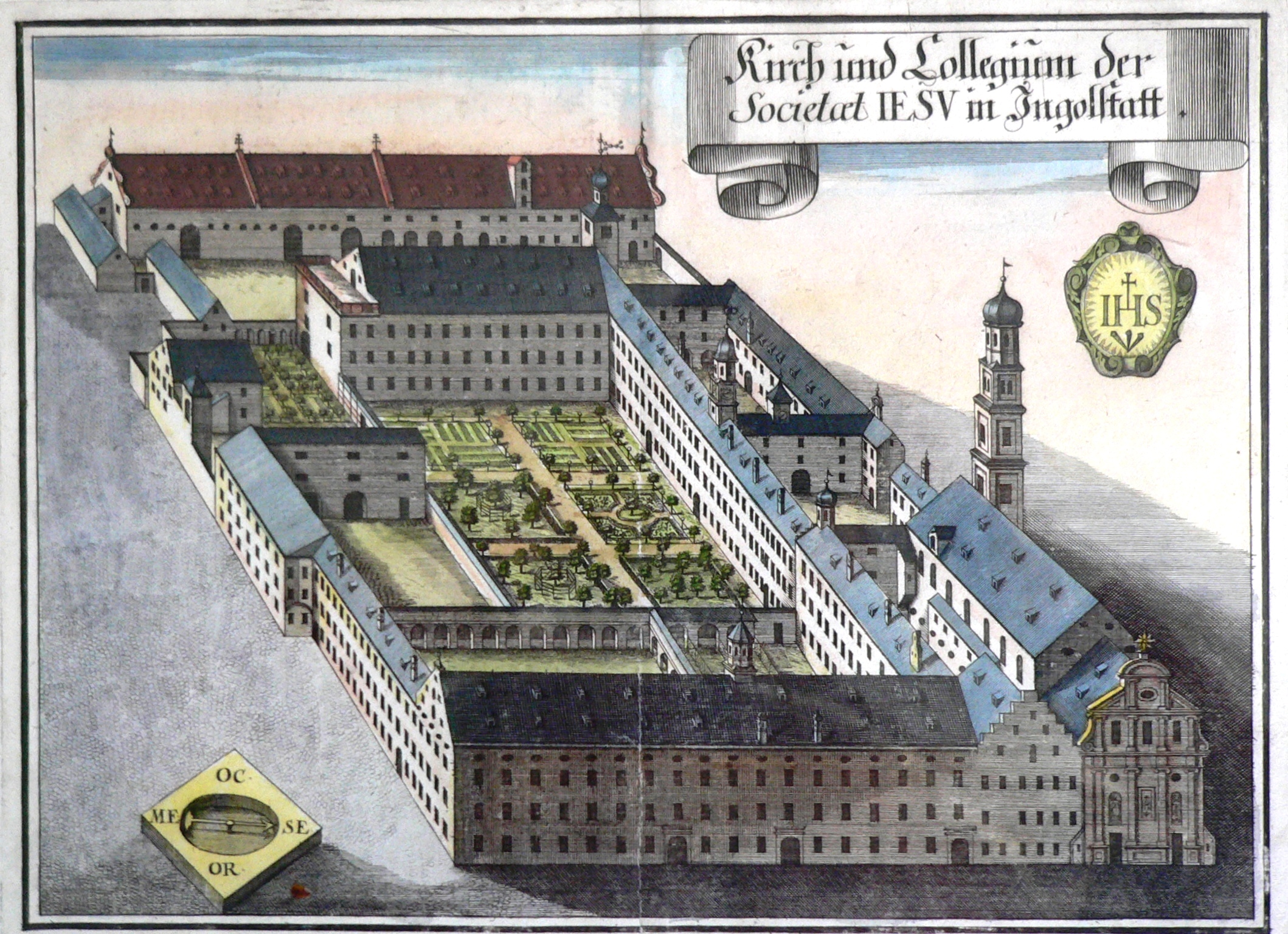
Collège jésuite d'Ingolstadt.
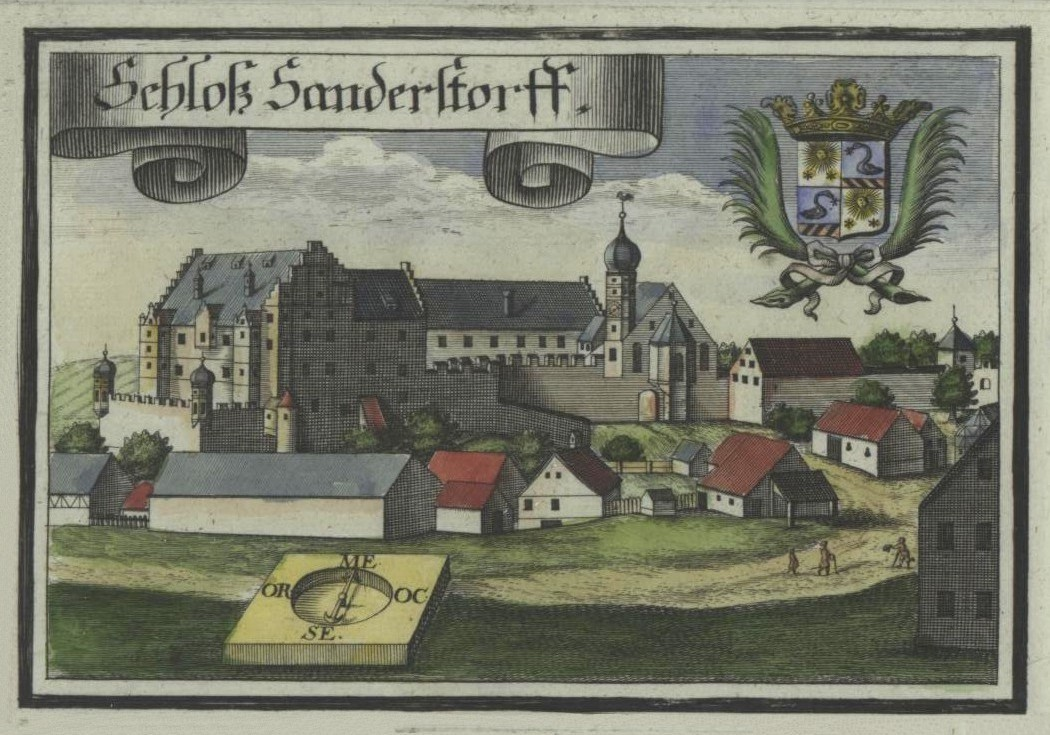
Sandersdorf Castle (en).
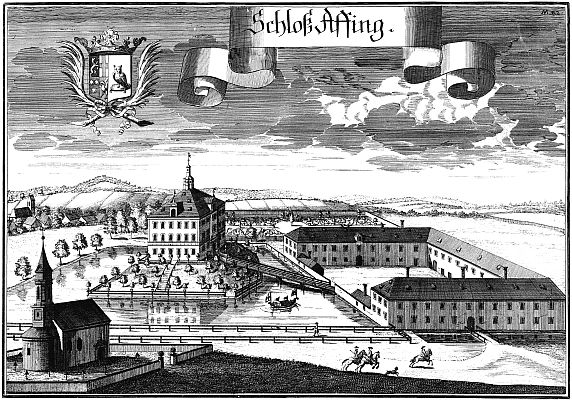
Château Affing (en).
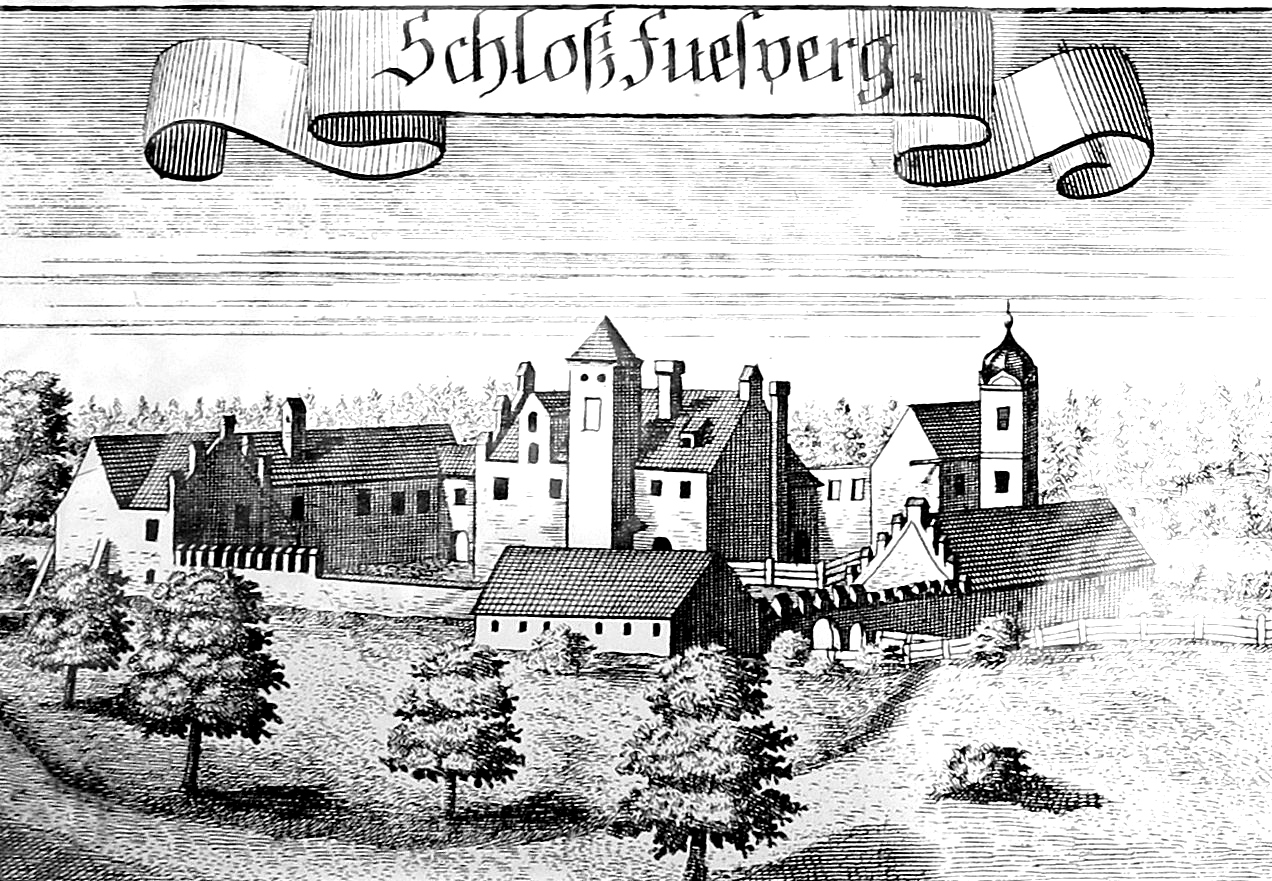
Château Fußberg (en), à Gauting.
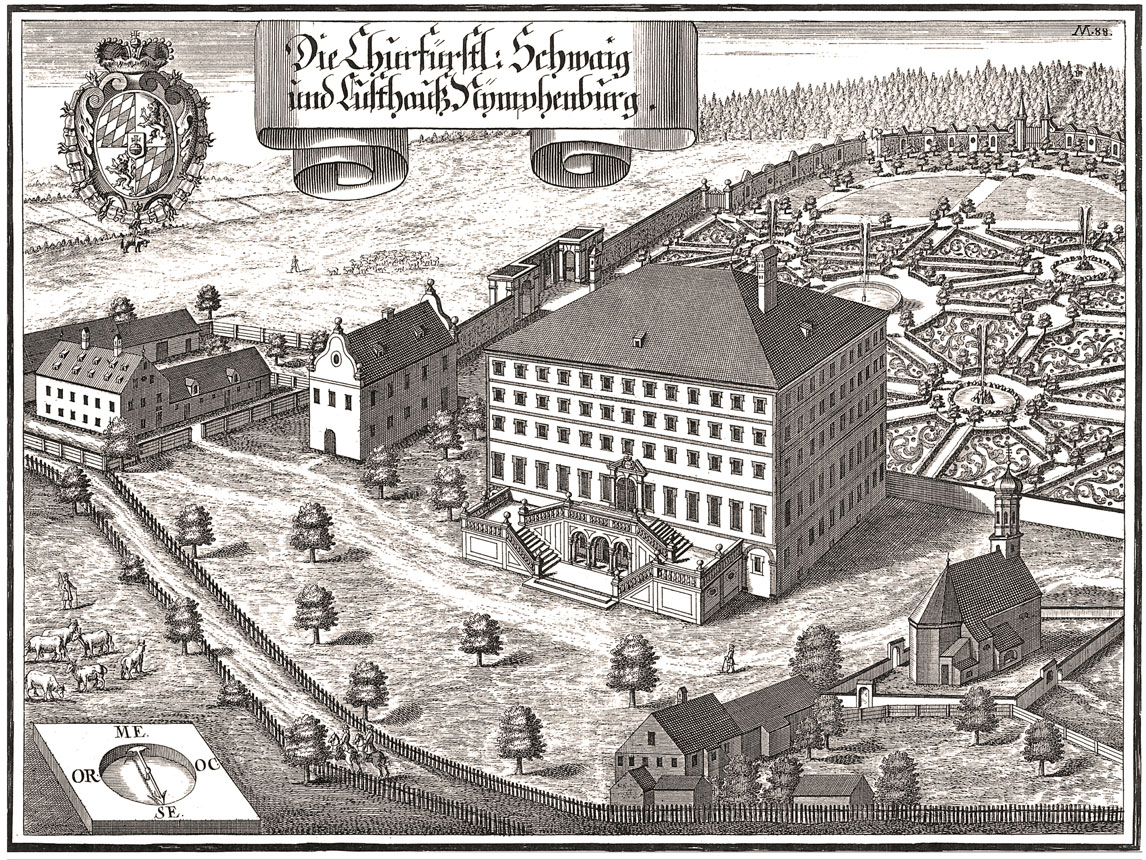
Château de Nymphembourg, à Munich.
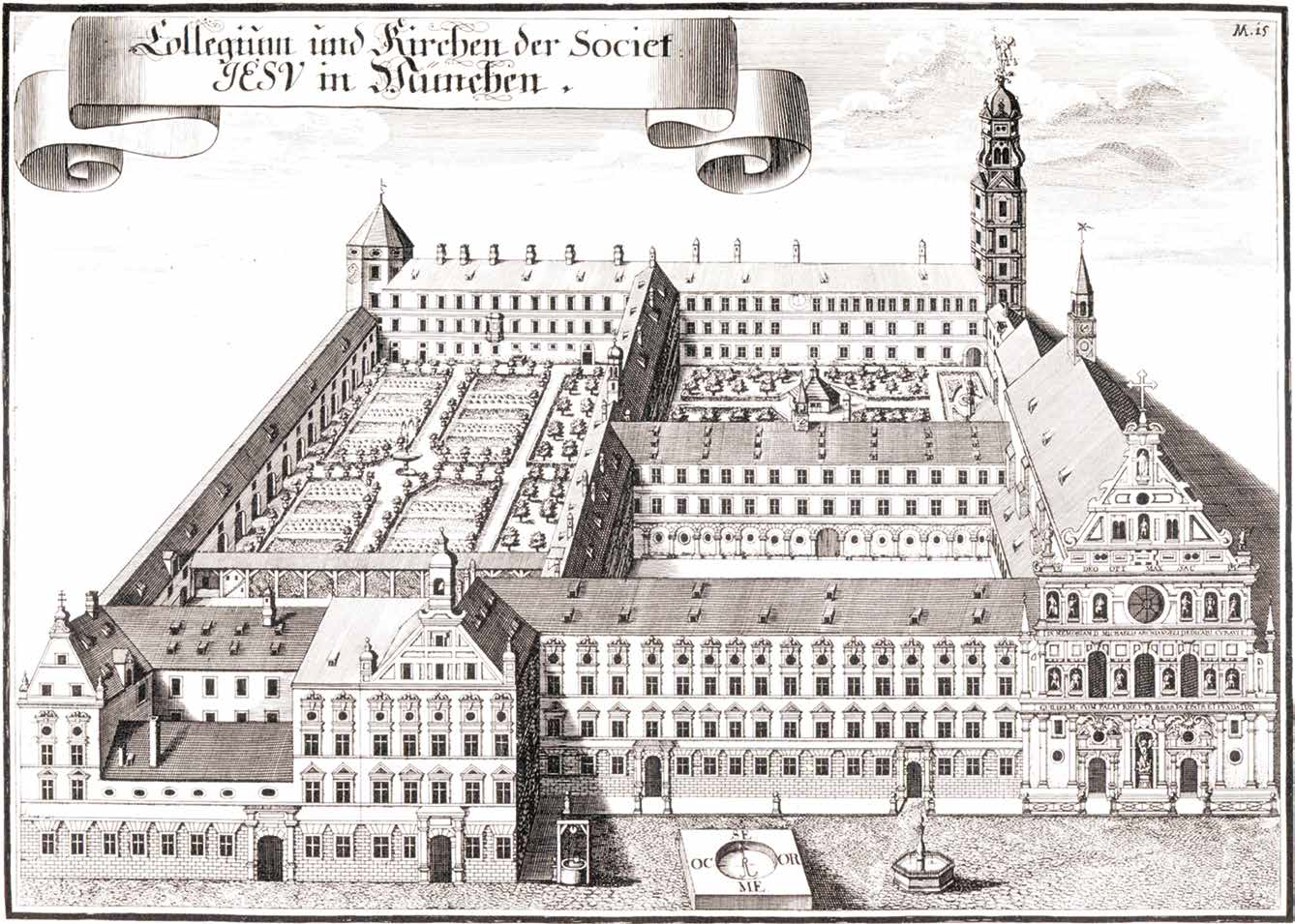
Collège des Jésuites de Munich.
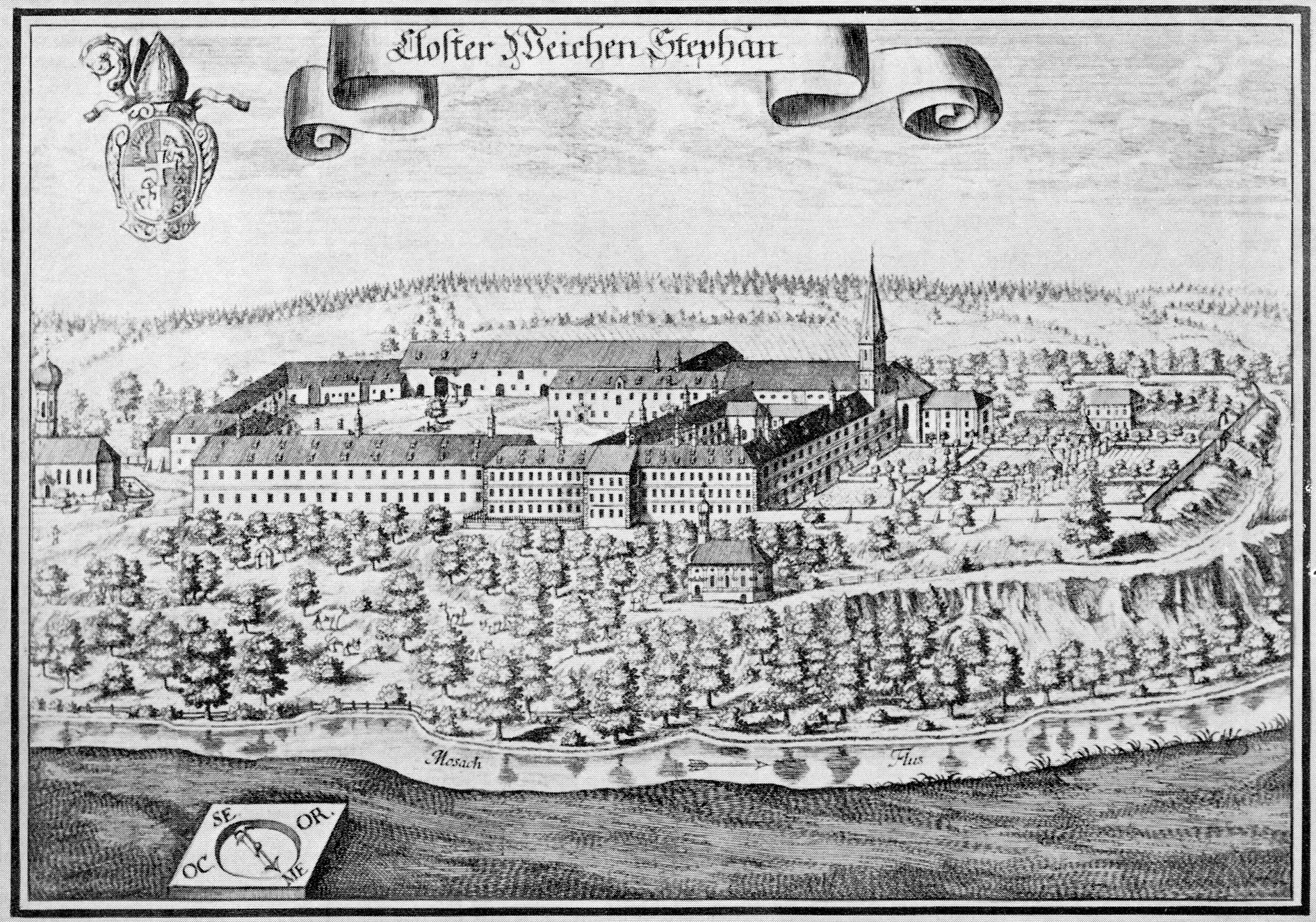
Abbaye de Weihenstephan.
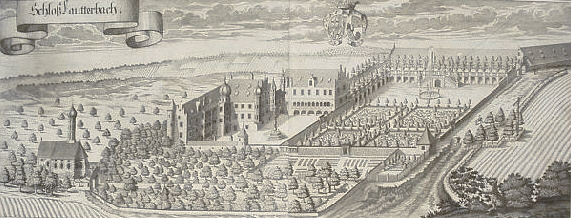
Château Lauterbach (en).
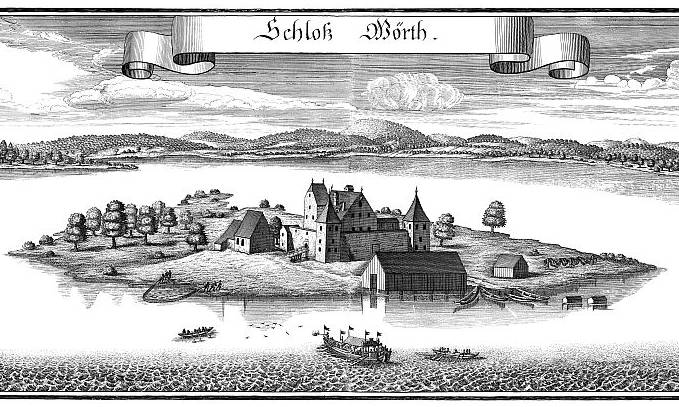
Château Wörth sur l'île de Mausinsel (en).

## Source
(en) Cet article est partiellement ou en totalité issu de la page de Wikipédia en anglais intitulée « Michael Wening » (voir la liste des auteurs).